# Éramos Seis (1977)
Éramos Seis é uma telenovela brasileira produzida pela Rede Tupi, exibida de 6 de junho a 31 de dezembro de 1977, em 165 capítulos, substituindo Tchan, a Grande Sacada e sendo substituída por João Brasileiro, o Bom Baiano Baseada no romance homônimo de Maria José Dupré. Adaptada por Silvio de Abreu e Rubens Ewald Filho, dirigida por Atílio Riccó e Plínio Paulo Fernandes, sendo esta adaptação a quarta versão da obra, precedida pelas produçoes da RecordTV, em 1958, da TV Itacolomi, em 1960 e pela mesma Rede Tupi, em 1967.
Teve: Nicette Bruno, Gianfrancesco Guarnieri, Carlos Alberto Riccelli, Carlos Augusto Strazzer, Maria Isabel de Lizandra, Ewerton de Castro, Geórgia Gomide e Nydia Licia nos papéis principais.
É uma das poucas telenovelas integralmente preservadas da TV Tupi. Todos os capítulos e materiais extras estão preservados pela Cinemateca Brasileira.

## Enredo
Éramos Seis conta a história de Dona Lola, uma bondosa e batalhadora mulher que faz de tudo pela felicidade do marido, Júlio, e dos quatro filhos: Carlos, Alfredo, Julinho e Maria Isabel. A vida de Dona Lola é narrada desde a infância das crianças, quando Júlio trabalha para pagar as prestações da casa onde moram, na Avenida Angélica, passando pela chegada dos filhos à fase adulta e de Dona Lola à velhice. Conforme os anos passam, vão se modificando as coisas na vida de Dona Lola, com as mortes de Júlio e Carlos; o sumiço de Alfredo pelo mundo; a união de Isabel com Felício, um homem separado; a ascensão de Julinho, que se casa com uma moça de família rica - Maria Laura, filha de Assad, patrão de Júlio. O título vem da situação de Dona Lola ao fim da vida, sozinha num asilo: eram seis, agora só resta ela. Também são expostos outros personagens, como os familiares de Lola: na cidade de Itapetininga, interior paulista, moram a mãe, dona Maria ; a Tia Candoca ; as irmãs Clotilde, solteirona, e Olga, casada com Zeca; na cidade, vive a rica Tia Emília, irmã de seu pai; e as filhas dela, Justina, uma moça com problemas psicológicos, que se comporta como criança, e Adelaide, que viveu na Europa e ao regressar traz ideias avançadas para o Brasil da época.

## Produção e exibição
Texto de apresentação de Éramos seis, narrado em off no início do primeiro capítulo: "Esta é a história de uma família paulista, a família Lemos. Uma família de gente simples que enfrenta as dificuldades do dia a dia com coragem e otimismo. Uma família muito parecida com a sua. Somente a cidade mudou. São Paulo em 1921 é uma cidade extensa de casas térreas e sobrados, jardins floridos de primaveras, alamedas guarnecidas de plátanos e cortadas pelas linhas dos bondes da Light. São 600 mil habitantes numa época em que começam a se acentuar os contrastes. Os cortiços nos bairros populares, os novos hábitos trazidos pelos imigrantes".
Esta foi a quarta versão do livro Éramos Seis, publicado em 1943 por Maria José Dupré. Éramos Seis foi a novela de estreia dos autores Silvio de Abreu e Rubens Ewald Filho.  A novela começou exibida às 19 horas, batendo de frente com a novela Locomotivas, da Rede Globo. A partir de 15 de agosto de 1977, início da segunda fase, Éramos Seis passou a ser exibida às 19h30. A atriz Chica Lopes interpretou Durvalina também na quarta versão da novela, produzida pelo SBT em 1994. As atrizes Wanda Stefânia e Patrícia Mayo, escaladas para a segunda fase da novela, estavam ambas grávidas na época, e acabaram substituídas por Reny de Oliveira (Carmencita) e Carmem Monegal (Adelaide). Wanda e Patrícia, no entanto, marcaram presença na abertura do primeiro ao último capítulo – a vinheta reproduzia um álbum de família. A novela foi reprisada em 1980, quando a emissora estava em grave crise e prestes a ter suas concessões cassadas. Nesta versão, a faixa "Carousel of the Planets", composta por «Perrey e Kingsley» e proveniente do álbum de 1967, "Kaleidoscopic Vibrations", é utilizada como tema principal.

## Elenco
| Ator                     | Personagem                                 |
| ------------------------ | ------------------------------------------ |
| Nicette Bruno            | Lola Campos de Lemos                       |
| Gianfrancesco Guarnieri  | Júlio Campos de Lemos                      |
| Carlos Augusto Strazzer  | Carlos Campos de Lemos                     |
| Carlos Alberto Riccelli  | Alfredo Campos de Lemos                    |
| Maria Isabel de Lizandra | Maria Isabel Campos de Lemos               |
| Ewerton de Castro        | Júlio Campos de Lemos (Julinho)            |
| Geórgia Gomide           | Clotilde Campos                            |
| Jussara Freire           | Olga Campos                                |
| Edgard Franco            | Argemiro de Almeida (Almeida)              |
| Paulo Figueiredo         | José Carlos Bueno (Zeca)                   |
| Carmem Monegal           | Adelaide Campos                            |
| Reny de Oliveira         | Carmencita Ferreira                        |
| Adriano Reys             | Felício de Souza                           |
| Indianara Gomes          | Maria Laura Assad                          |
| Nydia Lícia              | Emília Campos                              |
| Lourdes de Moraes        | Justina Campos                             |
| Beth Goulart             | Lili Coutinho                              |
| Flávio Galvão            | Lúcio Coutinho                             |
| Maria Célia Camargo      | Genu Coutinho                              |
| João José Pompeo         | Virgulino Coutinho                         |
| Leonor Lambertini        | Maria Campos                               |
| Geny Prado               | Candoca Campos                             |
| Gésio Amadeu             | Raio Negro                                 |
| Rogério Márcico          | Alonso Ferreira                            |
| Maria Luiza Castelli     | Pepa Ferreira                              |
| Sílvio Rocha             | Assad                                      |
| Lucy Meirelles           | Karime Assad                               |
| Chica Lopes              | Durvalina                                  |
| Carmen Marinho           | Marion                                     |
| Ruthinéa de Moraes       | Zulmira                                    |
| Amilton Monteiro         | Marcos                                     |
| Carminha Brandão         | Layla                                      |
| Wanda Stefânia           | Carmem                                     |
| Marisa Sanches           | Benedita                                   |
| Luiz Carlos Braga        | Alaor                                      |
| Malu Braga               | Marta                                      |
| Ilene Patrícia           | Maria Emília Campos Bueno                  |
| Luciene dos Santos       | Emiliana Campos Bueno                      |
| Márcio Costa             | Tavinho Campos Bueno                       |
| Renato Carrieri          | José Carlos Campos Bueno Júnior (Zequinha) |

### Participações especiais
| Ator                      | Personagem             |
| ------------------------- | ---------------------- |
| Paulo Goulart             | Dr. Azevedo            |
| Paulo César de Martino    | Carlos (criança)       |
| Douglas Mazzola           | Alfredo (criança)      |
| Ivana Bonifácio           | Maria Isabel (criança) |
| Marcelo Pinsdorf          | Julinho (criança)      |
| Ana Cláudia Drumond Kouri | Carmencita (criança)   |
| Maria Cecília Salazar     | Maria Laura (criança)  |
| Mateus Carrieri           | Lúcio (criança)        |
| Gladys Regina Miranda     | Lili (criança)         |
| Marcos Donizetti          | Raio Negro (criança)   |

## Prêmios

### Troféu APCA(1977)
- Melhor atriz Nicette Bruno

## Trilha Sonora[5]
1. Toda uma vida - Ederly Borba (tema de abertura e tema de Lola)
2. Domingo antigo - Beth Carvalho (tema geral)
3. Meu prelúdio - Waldyr Azevedo (tema de Julinho e Lili)
4. Madrinha Lua - Rosinha de Valença (tema de Clotilde)
5. Modinha - Titulares do Ritmo (tema de Carlos)
6. Queremos Deus - Wilson Simonal
7. Acalanto - Nana e Dorival Caymmi (tema de Lola e os filhos pequenos)
8. A Banda - Chico Buarque
9. Capricho do Destino - Jacob do Bandolim (tema de Clotilde)
10. Mal me quer - Nara Leão
11. Branca -  Violinos Mágicos (tema de Clotilde)
12. Serra da boa esperança - Elizeth Cardoso e Sílvio Caldas
13. Caiado - Fernando Leno (tema de Olga)

## Outras adaptações
- Éramos Seis (1945) —  filme argentino dirigido por Carlos Borcosque e protagonizado por Sabina Olmos, foi a primeira e única versão exibida para o cinema.
- Éramos Seis (1958) primeira versão televisionada protagonizada por Gessy Fonseca, sendo exibida pela RecordTV.
- Éramos Seis (1960) segunda versão, uma produção local da TV Itacolomi, produzida por Léa Dalba.
- Éramos Seis (1967) terceira adaptação, sendo protagonizada por Cleyde Yáconis e transmitida pela Rede Tupi.
- Éramos Seis (1994) quarta versão com Irene Ravache como protagonista, desta vez transmitida pelo SBT.
- Éramos Seis (2019) quinta versão com Glória Pires e exibida pela Rede Globo.